# Верещагин, Николай Викторович
Николай Викторович Верещагин (18 декабря 1922 — 11 октября 2004) — советский, российский медик, учёный-невролог, создатель российской научной школы в области ангионеврологии.

## Биография
Родился в семье служащего. Участник Великой Отечественной войны, награждён боевыми орденами.
В 1952 году окончил с отличием лечебный факультет 1-го ММИ, в 1955 году — ординатуру на кафедре нервных болезней 1-го ММИ.
В 1955—1956 годах работал старшим инспектором в министерстве здравоохранения СССР. В 1956—1959 работал врачом посольства СССР в ОАР, в 1962—1963 годах работал главным врачом поликлиники МИД СССР.
В 1959—1965 годах учился в аспирантуре НИИ неврологии АМН СССР, работал младшим научным сотрудником НИИ неврологии. В 1965—1966 годах работал начальником управления кадров АМН СССР. В 1966—1975 годах — в ЦК КПСС, инструктор отдела науки и учебных заведений.
В 1975—2004 годах работал в НИИ неврологии — заместитель директора по научной работе (1975—1985), директор (1985—2003), советник (2003—2004). Одновременно, в 1982—1989 годах — главный невропатолог Министерства здравоохранения СССР.
Основные научные интересы Н. В. Верещагина на протяжении всей его деятельности были связаны с сосудистыми заболеваниями головного мозга человека.
Похоронен в Москве на Троекуровском кладбище.

## Научные труды
Опубликовал около 300 научных работ, посвящённых различным аспектам клинической неврологии. Некоторые из них:
- Патологическая анатомия нарушений мозгового кровообращения. М., 1975 (в соавт.)
- Сосудистые заболевания головного и спинного мозга. М., 1976 (в соавт.)
- Патология вертебрально-базилярной системы и нарушения мозгового кровообращения. М., 1980
- Компьютерная томография мозга. М., 1986 (в соавт.)
- Патология головного мозга при артериальной гипертонии и атеросклерозе. М., 1997 (в соавт.)